# Alexander zu Solms-Braunfels (Generalmajor)
Prinz Alexander Friedrich Ludwig zu Solms-Braunfels (* 12. März 1807 in Königsberg; † 20. Februar 1867 in Marxheim) war ein preußischer Generalmajor.

## Leben

### Herkunft
Alexander war Angehöriger des deutschen Fürstengeschlechts Solms-Braunfels und Neffe Königs Friedrich Wilhelm II. Er war der zweitgeborene Sohn des preußischen Generalmajors Friedrich Wilhelm Prinz zu Solms-Braunfels (1770–1814) und der Prinzessin Friederike von Mecklenburg-Strelitz (1778–1841). Die Generale Friedrich Wilhelm Heinrich (1801–1868) und Friedrich Wilhelm Karl (1812–1875) waren seine unmittelbaren Brüder. Da seine Mutter, welche in erster Ehe mit Friedrich Ludwig Karl von Preußen (1777–1796) vermählt war, verwitwet mit Herzog Ernst August von Braunschweig-Lüneburg eine dritte Ehe einging, waren auch General Friedrich von Preußen (1794–1863) und König Georg V. von Hannover (1819–1878) seine Halbbrüder.

### Werdegang
Alexander begann seine Offizierslaufbahn auf der Kadettenschule in Berlin, bevor er 16-jährig zum Sekondeleutnant befördert wurde. 1825 wurde er dem Garde-Dragoner-Regiment aggregiert und im Folgejahr einrangiert. Er avancierte 1834 zum Premierleutnant und 1835 zum Rittmeister. Als solcher wurde er dem 4. Dragoner-Regiment aggregiert und sollte beim Generalkommando des VIII. Armee-Korps Dienst tun. Noch 1835 wurde er jedoch Eskadronchef im 8. Husaren-Regiment. Im Dezember 1837 erhielt er das Großkreuz des braunschweigischen Hausorden Heinrichs des Löwen. Seine Beförderung zum Major erfolgte 1842 bei gleichzeitiger Aggregation im 12. Husaren-Regiment. Im Februar 1843 wurde er mit dem Großkreuz des sächsisch-ernestinischen Hausordens geehrt. Schließlich wurde er 1845 etatsmäßiger Stabsoffizier des 3. Husaren-Regiment. Ebd. wurde er im März 1848 zunächst „ad interim“ und im Mai bestätigter Regimentskommandeur. Er avancierte 1850 zum Oberstleutnant und erhielt 1851 den Roten Adlerorden II. Klasse mit Schleife. Ebenfalls im Jahr 1851 stieg er zum Oberst auf und erhielt 1853 mit dem Charakter eines Generalmajors seinen Abschied mit Pension.

### Familie
Alexander vermählte sich 1863 mit Freiin Luise von Landsberg-Velen (1835–1894), Tochter des preußischen Kammerherrn und Mitglied des Herrenhauses Engelbert Freiherr von Landsberg-Velen und Steinfurt und der Hermine Gräfin von Hatzfeldt-Schönstein. Aus der Ehe ging ein Sohn hervor.
- Friedrich Engelbert Alexander Aloysius Hubertus Maria zu Solms-Braunfels (1864–1936), Oberstleutnant à la suite der königlich preußischen Armee, zuletzt Oberstleutnant a. D. ⚭ 1896 Gräfin Maria von Westphalen zu Fürstenberg (1868–1934),[4] Tochter des Joseph Graf von Westphalen zu Fürstenberg und der Katharina Friedberg aus St. Petersburg.[5]